# Adam Skrodzki
Adam Skrodzki (Bytków, 23 dicembre 1983) è uno schermidore polacco.

## Biografia
Nei campionati europei di scherma ha conquistato una medaglia d'argento a Copenaghen nel 2004 ed a Zalaegerszeg nel 2005 nella gara di sciabola a squadre ed una di bronzo a Bourges nel 2003.

## Palmarès
In carriera ha conseguito i seguenti risultati:
- Europei di scherma

Bourges 2003: bronzo nella sciabola a squadre.
Copenaghen 2004: argento nella sciabola a squadre.
Zalaegerszeg 2005: argento nella sciabola a squadre.